# Russische Marsch-Fantasie
Russische Marsch-Fantasie (Marche-Fantaisie russe) est une marche de Johann Strauss II (op. 353). L'œuvre est exécutée pour la première fois le 12 septembre 1872 dans la salle Schwenders Neue Welt à Hietzing (Vienne).

## Histoire
L'œuvre est initialement destinée au voyage ultérieur du compositeur en Russie, d'où le nom du titre. Cependant, en rupture d'un contrat déjà conclu, il n'effectue pas ce voyage car il préfère une visite aux États-Unis à l'occasion du Jubilé mondial de la paix et d'un festival international de musique à Boston. La rupture du contrat donne ensuite lieu à une action civile qui n'aboutit pas pour Strauss et se solde par une amende pour le compositeur. La Marche russe n'est pas une pièce de danse, mais une pure composition de concert. La première le 12 septembre 1872 au parc d'attractions Schwenders Neue Welt est dirigée par son frère Eduard.

## Durée
Sa durée d'exécution est d'environ 3 minutes et 50 secondes. Elle peut varier selon l'interprétation musicale du chef d'orchestre.

## Interprétations notables
La pièce est notamment jouée lors de concerts du nouvel an : en 1995, sous la direction de Zubin Mehta, et 2005, sous la direction de Lorin Maazel.